# Amadora
Amadora es una ciudad portuguesa que pertenece al distrito de Lisboa, Región de Lisboa.
Es sede de uno de los más pequeños municipios de Portugal, con tan solo 23,77 km² de área y de 171 719 habitantes (2021); subdividido en 6 freguesias. El municipio está limitado al nordeste por el municipio de Odivelas, al sudeste por Lisboa, al sur y oeste por Oeiras y al oeste y norte por Sintra.

## Historia
Amadora se constituyó en torno del lugar del asentamiento de Porcalhota. En 1907, la población local pidió al Rey Carlos I que permitiese el cambio de nombre, situación a la que el Ministerio del Reino dio despacho, renombrando la población Amadora en 1907. Fue elevada a freguesia dentro del municipio de Oeiras en 1916, y hecha villa en 1936. El municipio de Amadora fue creado el 11 de septiembre de 1979, por separación de Amadora y de Venteira, en el nordeste del municipio de Oeiras. Ese mismo día, fue elevada a ciudad, y dividida en las freguesias de Alfragide, Brandoa, Buraca, Damaia, Falagueira-Venda Nova, Mina y Reboleira. En 1997 fueron creadas las freguesias de Alfornelos, Falagueira, Venda Nova y São Brás, que conforman la actual división municipal.
Entre sus símbolos se cuenta con el acueducto subsidiario del Acueducto de las Aguas Libres, así como los campos de aviación que tuvieron tanta importancia en el origen de la aviación en Portugal. Ambos figuran en el escudo de armas de la ciudad.

## Demografía
| Gráfica de evolución demográfica de Amadora entre 1981 y 2021 |
|                                                               |
| Datos según el nomenclátor publicado por el INE portugués.    |

## Parroquias

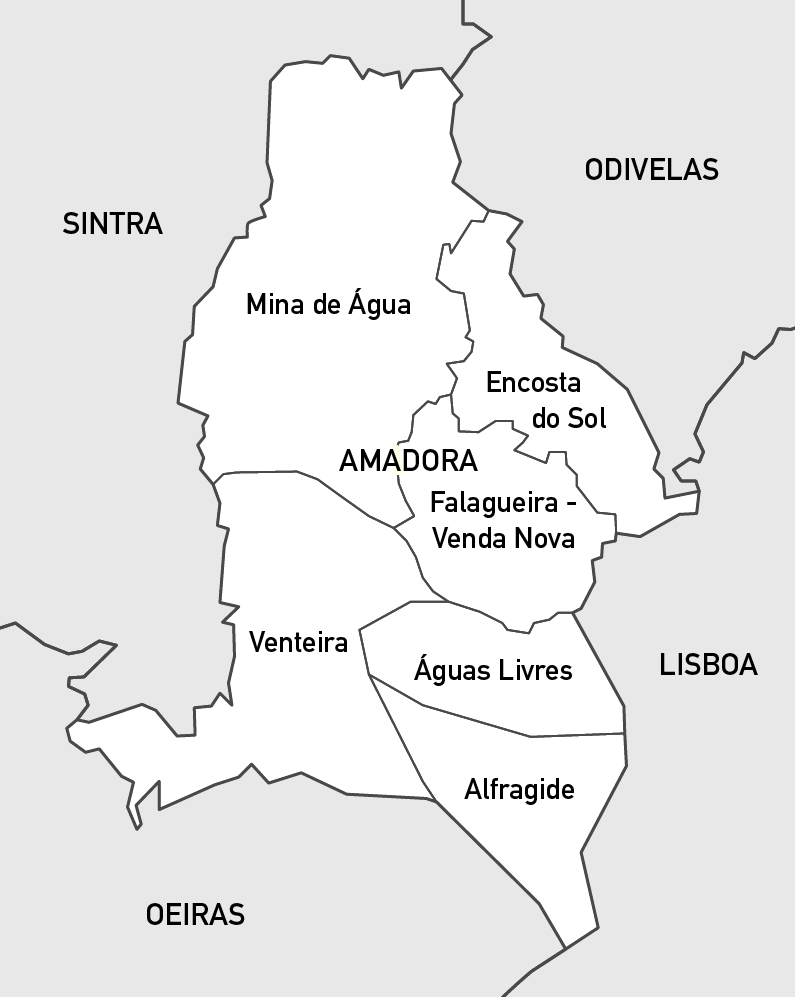
Parroquias de Amadora.

Las freguesias de Amadora son las siguientes:
- Águas Livres
- Alfragide
- Encosta do Sol
- Falagueira-Venda Nova
- Mina de Água
- Venteira